# Бояново (Могилёвская область)
Боя́ново (бел. Баянава) — деревня в составе Славковичского сельсовета Глусского района Могилёвской области Белоруссии.
До упразднения 20 ноября 2013 года Клетненского сельсовета входила в его состав.

## Население
- 1999 год — 104 человека
- 2009 год — 44 человека